# Cholova
Cholova (rusky Холова) je řeka v Novgorodské oblasti v Rusku. Je 126 km dlouhá. Povodí má rozlohu 1900 km².

## Průběh toku
Odtéká z jezera Cholovec na Valdajské vysočině. Na horním toku je koryto řeky členité a dosahuje šířky do 10 m. Rychlost toku je vysoká a řeka překonává četné peřeje. Břehy lemuje smíšený les. Pod městem Krestcy se rychlost toku snižuje, přestože se koryto příliš nerozšiřuje. Posledních 20 km protéká přes Ilmenskou nížinu rozšiřuje se až na 30 m a na březích jsou louky a borové lesy. Ústí zprava do řeky Msty (povodí Něvy). Hlavními přítoky jsou Jajmlja zprava, Mošňa zleva.

## Vodní stav
Převládajícím zdrojem vody jsou sněhové srážky. Průměrný roční průtok vody ve vzdálenosti 34 km od ústí činí 15,6 m³/s. Zamrzá v listopadu až na začátku ledna a rozmrzá v dubnu.

## Využití
Je splavná pro vodáky. Na řece leží město Krestcy, centrum Kresteckého městského okresu.